# Taeniophyllum stenosepalum
Taeniophyllum stenosepalum är en orkidéart som beskrevs av Rudolf Schlechter. Taeniophyllum stenosepalum ingår i släktet Taeniophyllum och familjen orkidéer. Inga underarter finns listade i Catalogue of Life.